# Lori arlequí
El lori arlequí (Eos histrio) és una espècie d'ocell de la família dels psitàcids que habita els boscos de les illes Sangihe i Talaud, al nord-est de Sulawesi.